# ایان کولام
ایان کولام (به لاتین: Aiyan Kulam) یک منطقهٔ مسکونی در سری‌لانکا است که در استان شمالی (سری‌لانکا) واقع شده‌است.